# Храм Троицы Живоначальной на Грязех у Покровских ворот
Храм Живонача́льной Тро́ицы на Гря́зех у Покро́вских ворот — православный храм в Басманном районе Москвы, в Белом городе. Относится Богоявленскому благочинию Московской епархии Русской православной церкви.
Главный престол освящён в честь иконы Божией Матери «Три Радости»; правый придел — в честь Святой Троицы, левый — во имя святителя Николая.

## История

### История местности
Церковь издревле стояла на заболоченном берегу небольшой реки Рачки, где в конце XVI века были возведены Покровские ворота Белого города.

### Строительство храма
Современное здание трехпрестольного храма построено в 1861 году по проекту московского архитектора Михаила Быковского на средства московского фабриканта надворного советника Евграфа Молчанова. Главный престол (южный) освящён во имя Живоначальной Троицы, Центральный престол — во имя иконы Божьей Матери Три Радости, Северный — в честь святителя Николая Мирликийского.
Ему предшествовали четыре каменных храма, последовательно сменявших друг друга в XVI—XIX веках.
Деревянная церковь с престолом Василия Кесарийского известна на этом месте с 1547 года. Она стояла на заболоченном берегу небольшой речки Рачки, почему и получила название «грязи». С 1619 года известен престол Покрова. В 1649 году построена первая каменная церковь с обоими престолами. В 1701 году построена вторая, с новым приделом Введения. Летом 1742 года рухнула колокольня с нижней и верхней трапезной, вероятно, оттого, что были выстроены на топком месте.
В 1745 году разрешено строить новую церковь без васильевского придела. Престол Введения освящён в июле 1748-го, главный — Троицкий, в 1752 году. В 1819 году тёплая церковь разобрана и на средства Борисовской выстроена новая с престолами Собора Богоматери и святого Николая.
В 1855—1884 годах протоиереем церкви был Александр Соколов.
В 1899 году храм, построенный Быковским, был обновлён и освящён 31 октября.

### Архитектура храма
Крупное величественное сооружение храма Троицы на Грязех вместе с несохранившейся церковью Успения на Покровке, стоявшей западнее на той же стороне улицы, в значительной степени определяло облик этого участка Покровки.
Церковь построена с использованием приёмов и образцов архитектуры Ренессанса. Прямоугольный в плане 4-столпный храм с пониженными угловыми ячейками и колонным портиком был завершен монументальным купольным барабаном и высокой многоярусной колокольней над западным притвором.
Сохранились пилястровые портики большого ордера, на повышенных ризалитах в центрах восточного и южного фасадов храма, привлекающие внимание совершенством пропорций и пышной отделкой композитных капителей. По верху стен здание опоясано великолепным фризом с насыщенным лепным растительным орнаментом. Интересно решено крыльцо перед главным входом со стороны улицы, представляющее собой небольшую башенку с фигурным завершением.
В объём существующего здания вошли части стен церкви XVIII века и более позднего её северного придела.

### Советский период
В 1929 году храм был захвачен представителями так называемых «григорианцев» (образовавшими Временный высший Церковный совет — ВВЦС) во главе с лжемитрополитом Борисом (Рукиным).
В январе 1930 года храм Троицы был закрыт по решению Моссовета от 20 декабря 1929 года для занятия церкви под зернохранилище.
В середине 1950-х годов здание храма было переоборудовано под дом культуры. Купол и колокольня снесены. Внутренний объём здания был разделен перегородками и перекрытиями на множество помещений, помещавшихся на трех этажах. При этом своды северного придела были разрушены и достроен третий этаж. В центральном приделе был устроен киноконцертный зал со сценой на месте алтаря.
В 1979 году на своде бывшего храма появилась трещина. Дом культуры решено было закрыть и провести капитальный ремонт. В 1980—1981 годах были проведены ремонтные работы и укреплён фундамент.
В начале 1990-х годов в здании размещался Центр досуга и отдыха московского областного комитета профсоюзов.

### Возрождение храма
В 1992 году храм был возвращён Русской православной церкви. Проект реставрации был подготовлен В. А. Тишкиной и О. А. Данилиной. В 2009 году закончилась реставрация фасадов, предстоит восстановление колокольни и центрального купола. Идут регулярные богослужения.

### Доходный дом церкви Троицы на Грязех
Построен в 1908—1909 годах по проекту архитектора Льва Кравецкого (разработка плана) и инженера-строителя Петра Микини (Чистопрудный бульвар, дом 14). Плоскости стен второго — четвёртого этажей полностью покрыты терракотовыми барельефами фантастических животных, птиц и деревьев, выполненными художественной артелью «Мурава» по эскизам художника Сергея Вашкова. Образцами послужили барельефы Дмитриевского собора во Владимире.

## Духовенство
- Настоятель храма — протоиерей Иоанн Каледа